# Europa Film Treasures
 (février 2012).
Si vous disposez d'ouvrages ou d'articles de référence ou si vous connaissez des sites web de qualité traitant du thème abordé ici, merci de compléter l'article en donnant les références utiles à sa vérifiabilité et en les liant à la section « Notes et références ».
Europa Film Treasures était une plateforme VOD multilingue en streaming proposant un accès entièrement gratuit et sans inscription préalable à des films retrouvés et restaurés par des cinémathèques européennes. Les films que l'on peut consulter vont de 1896 à 1999 et sont proposés avec des sous-titres allemands, anglais, espagnol, français et italien. Le site est destiné au grand public international et il est entièrement proposé en cinq langues. Chaque film est accompagné d'un livret pédagogique qui donne des clés de compréhension sur l'archive, par exemple en reconstituant l'histoire du film, sa restauration ou encore en citant le mouvement cinématographique auquel il se rattache. Une fiche technique est aussi disponible. 
Europa Film Treasures propose également des ressources documentaires sur l'invention du cinéma en couleurs, la pellicule ou la conservation des films. On trouve sur le site des ateliers interactifs à destination du grand public, des quiz, des blogs, des portraits et interviews des compositeurs ayant produit de la musique pour le site, etc.
Europa Film Treasures travaille également sur la musique accompagnant ses films, souvent muets. On notera qu'aucun film n'est présenté sans accompagnement musical. Quand les cinémathèques ne mettent pas de musique à disposition, soit parce qu'elle a été perdue avec le temps, soit parce qu'elle n'avait jamais été enregistrée, l'équipe fait appel à des compositeurs contemporains pour des compositions musicales originales. Des partenariats avec la SACEM et le CNSMDP ont notamment été conclus.

## Histoire
Le projet est né en 2008 à l'initiative de Serge Bromberg, président de la société de restauration et de collection de films Lobster Films (Paris). Il fédère plus d'une trentaine de cinémathèques des plus prestigieuses aux plus modestes.
Cet article est rédigé d'après les informations tirées du site Europa Film Treasures, inaccessible au moins depuis le mois d'avril 2013 (information au 14 mai 2013).

## Partenaires
Liste des cinémathèques :
- Archives françaises du film - CNC
- British Film Institute
- Centro Sperimentale di Cinematografia - Cineteca Nazionale
- Cinémathèque de Toulouse
- Cinémathèque française
- Cinémathèque municipale du Luxembourg
- Cinémathèque suisse
- Cineteca del Friuli
- Cineteca di Bologna
- Det Danske Filminstitut / Danish Film Institute
- Deutsche Kinemathek
- EYE Film Instituut Nederland
- Filmarchiv Austria
- Filmmuseum München
- Filmoteca Española
- Fondazione Cineteca Italiana
- Gosfilmofond
- Hrvatska Kinoteka - Hrvatski Državni Arhiv
- Institut Lumière
- Irish Film Institute
- Jugoslovenska Kinoteka
- Kinoteka na Makedonija
- Lobster Films
- Magyar Nemzeti Filmarchívum
- Museo Nazionale del Cinema
- Národní filmový archiv
- National Audiovisual Archive, Helsinki
- National Fairground Archive / University of Sheffield
- Scottish Screen Archive - National Library of Scotland
- Svenska Filminstitutet
- The Imperial War Museum Film and Video Archive

Listes des partenaires financiers et techniques :
- Programme MEDIA de l'Union européenne
- SACEM
- CMC-LVT
- Enki Technologies
- Lobster Films